# Aspidochélon

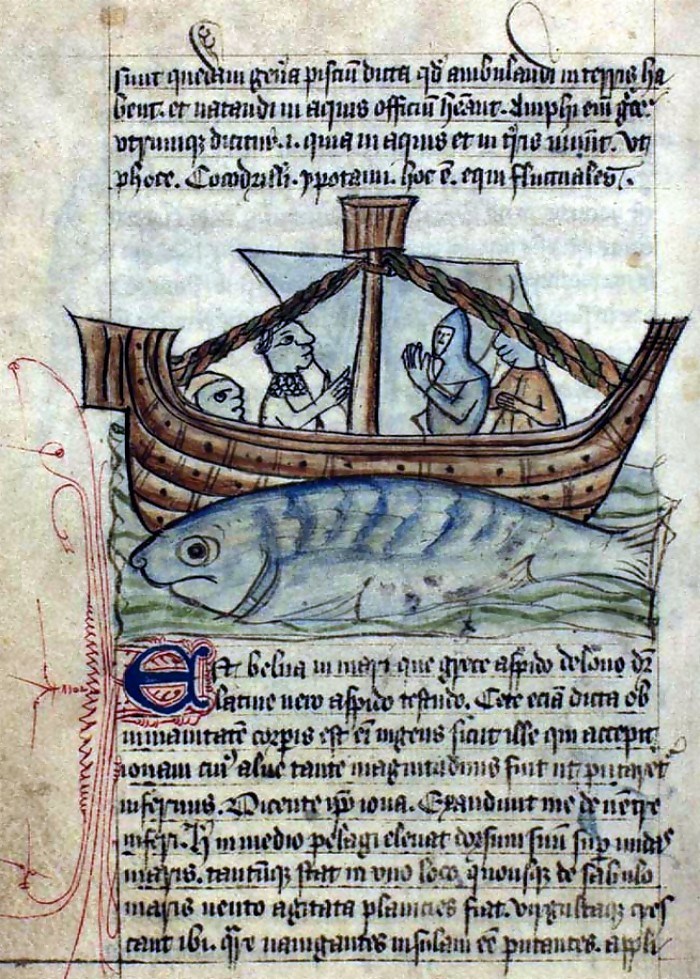
L’Aspidochélon, Bestiaire d'Anne Walsh (Danish Royal Library GKS 1633 4º : Bestiarius)

Aspidochélon (du grec ancien : ἀσπιδοχελώνη) est un monstre marin décrit dans le Physiologus, qui le décrit ainsi :

« Le naturaliste enseigne qu'il existe dans la mer un être nommé tortue à bouclier, semblable au dragon ou à la baleine. Il se tient dans les lieux sablonneux, ressemble à une île et ses cris sont désagréables. Les matelots, le prenant pour une véritable île, y jettent l'ancre, et descendent sur le dos de l'animal pour allumer leur feu. L'animal, excité alors par la chaleur, plonge dans la mer, et entraîne au fond des eaux tout ce qui est sur lui.
Toi aussi, si tu t'appuies sur Satan, il te précipitera au fond des enfers.
En outre, quand cet animal ouvre la bouche, un parfum s'en exhale; et les petits poissons pénètrent dans sa gueule, où ils sont dévorés.
Ces petits poissons sont les incrédules ; car ce terrible dragon n'engloutit aucun poisson grand et parfait, par cette raison que ceux-là seuls sont parfaits dont les pensées ne sont pas inconnues des autres, comme dit saint Paul. Et dans un autre passage, nous trouvons de lui : "La route qu'il a prise n'est pas bonne." Quels sont donc les poissons parfaits ? Moïse, Isaïe, Jérémie, Ézéchiel, Daniel, et tous ceux qui évitent le terrible dragon ; comme Joseph a évité la femme, Susanne les vieillards, Thècle Thamyris, et Job ses ennemis. »

Littéralement « aspic tortue », on peut le voir comme une tortue marine fabuleuse ressemblant à une île, ou comme le « gros poisson » mentionné dans les bestiaires médiévaux. Son dos était immense et recouvert de sable, les marins y faisaient accoster leur navire.